# Solesino
Solesino (velenceiül Sułizin vagy Suxin) település Olaszországban, Veneto régióban, Padova megyében. Lakosainak száma 6737 fő (2023. január 1.). Solesino Granze, Monselice, Sant’Elena, Stanghella és Pozzonovo községekkel határos.

## Népesség
A település lakossága az elmúlt években az alábbi módon változott:
| Lakosok száma | 7027 | 7025 | 6737 |
|               | 2017 | 2018 | 2023 |